# Вонг, Алекс
Алекс Нельсон Вонг (англ. Alex Wong; род. 26 февраля 1972) — американский государственный служащий и юрист, заместитель советника по национальной безопасности (20 января — 1 мая 2025). Он был заместителем помощника секретаря по Северной Корее в Бюро по делам Восточной Азии и Тихого океана с 2017 по 2021 год.

## Биография

### Образование
Вонг окончил Пенсильванский университет со степенью бакалавра по английской литературе и французскому языку. Он получил степень доктора права в Гарвардской юридической школе, где был управляющим редактором Harvard Law Review и редактором Harvard International Law Journal. Вонг работал клерком у Дженис Роджерс Браун в Апелляционном суде США по округу Колумбия.

### Карьера
Вонг занимался частной практикой в международной юридической фирме в Вашингтоне, округ Колумбия. Он предоставлял клиентам из списка Fortune 100 стратегические и юридические консультации по вопросам международной торговли, правительственным расследованиям и соблюдению нормативных требований.
С 2007 по 2009 год Вонг работал советником по вопросам верховенства права в Ираке в Государственном департаменте США, разрабатывая и управляя усилиями департамента по укреплению судебной власти Ирака и антикоррупционных агентств. Вонг занимал должность директора по внешней и правовой политике в президентской кампании Митта Ромни 2012 года. На этой должности он был главным должностным лицом кампании, ответственным за разработку внешней, оборонной, разведывательной, судебной и правоохранительной политики, а также тесно консультировал кандидатов по этим вопросам.
Вонг был советником по внешней политике и генеральным советником сенатора США Тома Коттона. Он был главным советником Коттона по всем вопросам, связанным с национальной безопасностью, международными отношениями и правоохранительной деятельностью. Он также был его юридическим советником.
Вонг курировал региональные и вопросы безопасности для Бюро по делам Восточной Азии и Тихого океана (EAP), включая стратегию США в Индо-Тихоокеанской области. 1 декабря 2017 года был назначен заместителем помощника секретаря по Северной Корее в EAP. Он был также заместителем специального представителя по Северной Корее. На этих должностях он управлял всей дипломатической и технической политикой в отношении Северной Кореи в поддержку специального представителя США по Северной Корее Стивена Бигуна.
22 ноября 2024 года избранный президент США Дональд Трамп назначил Вонга помощником президента и первым заместителем советника по национальной безопасности.